# Tarn (departamento)
Tarn (81) es un departamento francés situado en la parte sur del país. Forma parte de la región de Occitania. Recibe su nombre del río Tarn. Su gentilicio francés es Tarnais.

## Geografía
- Limita al noreste con Aveyron, al sur con Hérault y Aude, al oeste con Alto Garona y al noroeste con Tarn y Garona.

## Demografía
| 1801    | 1831    | 1841    | 1851    | 1856    | 1861    | 1866    |
| ------- | ------- | ------- | ------- | ------- | ------- | ------- |
| 270.908 | 335.844 | 351.795 | 363.073 | 354.832 | 353.633 | 355.513 |
| 1872    | 1876    | 1881    | 1886    | 1891    | 1896    | 1901    |
| 352.718 | 359.232 | 359.223 | 358.757 | 346.739 | 339.369 | 332.093 |
| 1906    | 1911    | 1921    | 1926    | 1931    | 1936    | 1946    |
| 330.533 | 324.090 | 295.588 | 301.717 | 302.994 | 297.871 | 298.117 |
| 1954    | 1962    | 1968    | 1975    | 1982    | 1990    | 1999    |
| 308.197 | 319.560 | 332.011 | 338.024 | 339.345 | 342.723 | 343.402 |

Las mayores ciudades del departamento son (datos del censo de 1999):
- Albi 46.274 habitantes; 66.231 en la aglomeración.
- Castres: 43.496 habitantes; 53.082 en la aglomeración.